# Hans Christian Ørsted

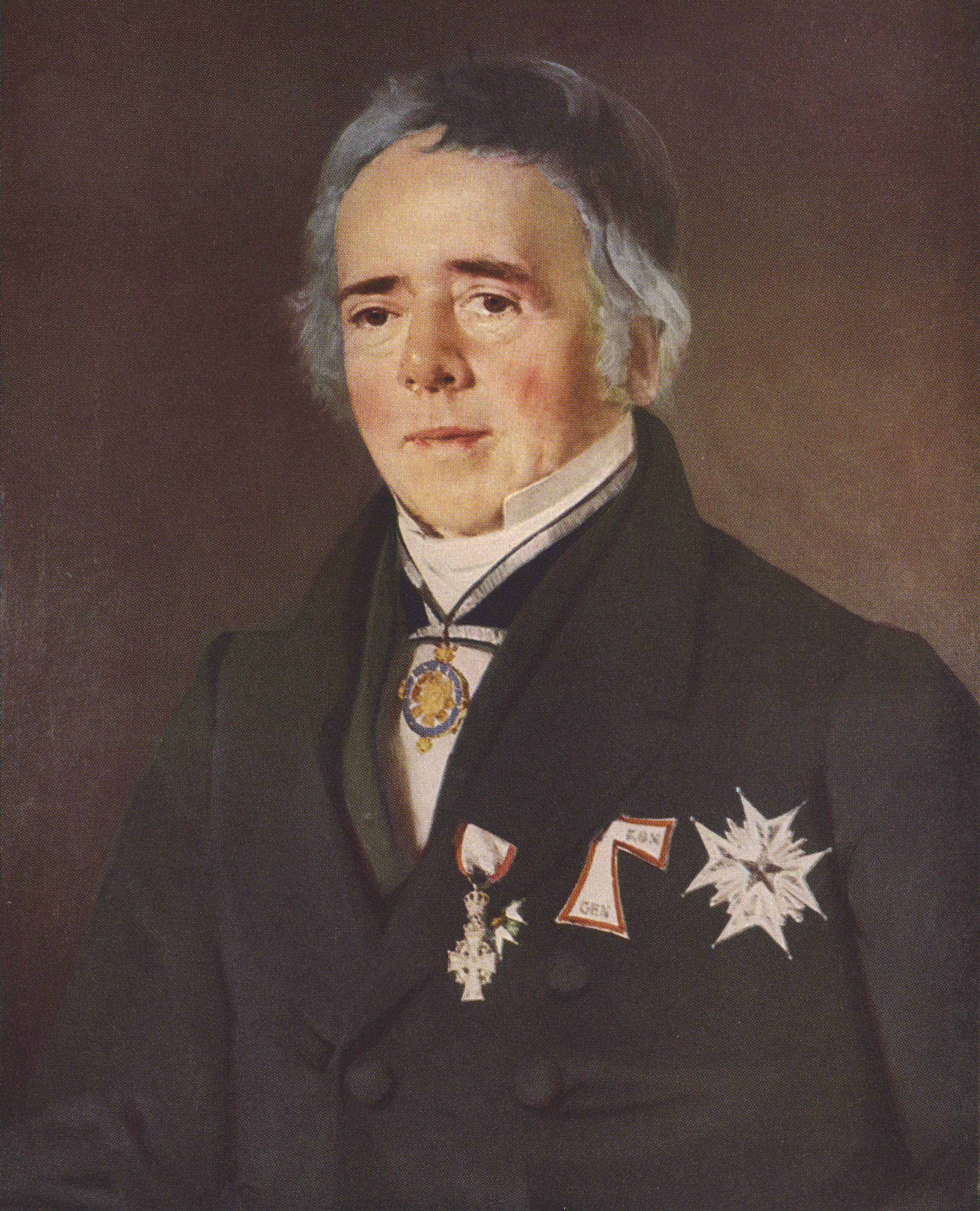
Portret Hansa Christiana Ørsted'a z orderami: Pour le Mérite, Orderem Danebroga

Hans Christian Ørsted (ur. 14 sierpnia 1777 w Rudkøbing, zm. 9 marca 1851 w Kopenhadze) – duński fizyk doświadczalny oraz chemik, profesor Uniwersytetu w Kopenhadze i tamtejszej politechniki (DTU). Laureat Medalu Copleya (1820) oraz Pour le Mérite za Naukę i Sztukę (1842)
Ørsted jest najbardziej znany z odkrycia zjawiska elektromagnetyzmu. W prostym eksperymencie pokazał, że igła kompasu odchyla się pod wpływem prądu w przewodzie.

## Życiorys
Ørsted urodził się jako syn farmaceuty Sørena Christiana Ørsteda. W 1793 zdawał egzamin wstępny na Uniwersytecie Kopenhaskim. Został przyjęty, studiował nauki przyrodnicze i farmację. W 1799 roku uzyskał tytuł doktora. Praca doktorska O architektonice natury metafizycznej była poświęcona filozofii natury Kanta.

## Obserwacje i odkrycia
W 1820 roku Ørsted obserwował podczas wykładu, jak igła kompasu odchyla się pod wpływem prądu w przewodzie i tym samym odkrył zjawisko oddziaływania elektromagnetycznego. W tym samym roku skonstruował piezometr. Na jego cześć jednostkę natężenia pola magnetycznego w układzie CGS nazwano ersted.
Przeprowadził wiele badań nad właściwościami cieczy i gazów, w których najbardziej interesował się ich ściśliwością.
W 1825 roku wyodrębnił pierwiastek glin.